# Arteria mesentérica superior
En anatomía humana, la arteria mesentérica superior es la segunda rama impar de la arteria aorta. Junto con el tronco celíaco y la arteria mesentérica inferior se encarga de irrigar los órganos abdominales del sistema digestivo. Nace dos centímetros por debajo del tronco celiaco y emite varias ramas que irrigan la porción superior del páncreas, el intestino delgado, y la mitad derecha del intestino grueso desde su origen hasta el ángulo esplénico del colon. La insuficiencia vascular de la arteria mesentérica superior genera sintomatología dolorosa (angina intestinal) que puede desencadenar un infarto intestinal.

## Recorrido
Nace dos centímetros por debajo del tronco celíaco a nivel de la primera vértebra lumbar aproximadamente, va por detrás del páncreas, se desprende a nivel de su cuello, pasa delante de la vena renal izquierda, cruza la tercera porción del duodeno, se introduce en el mesenterio y termina en el intestino delgado. Se ubica en el centro del cuadrilátero venoso de Rogie, rodeada por el proceso uncinado del páncreas.

## Ramas
Emite las siguientes ramas:
- Arteria pancreaticoduodenal inferior.
- Arterias intestinales: Arterias yeyunales e ileales.
- Arteria ileocólica, o ileobicecoapendiculocólica
- Arteria cólica derecha o arteria del ángulo derecho y del colon transverso.
- Arteria cólica media o accesoria del colon transverso.

## Distribución
Se distribuye hacia el duodeno, parte del páncreas, intestino delgado, ciego, apéndice vermiforme y colon derecho (colon ascendente y parte derecha del colon transverso).